# Čelovek s buduščim
Čelovek s buduščim (Человек с будущим) è un film del 1960 diretto da Nikolaj Vasil'evič Rozancev.